# Narodni park Tijuca
Narodni park Tijuca (portugalsko Parque Nacional da Tijuca) je urbani narodni park v gorah mesta Rio de Janeiro v Braziliji. Park je del biosfernega rezervata Atlantski gozd in ga upravlja Inštitut Chico Mendes za ohranjanje biotske raznovrstnosti (ICMBio).

## Zgodovina
Sodobni narodni park Tijuca in njegovi okoliški gozdovi so v veliki meri rezultat pogozdovanja. V 17. stoletju so gozdove v prihodnjem parku okoli Ria de Janeira izkrčili za gorivo, gojenje kave in živino. Potoki v nekdanjem gozdu so bili pomemben vir oskrbe mesta z vodo in ob spremenljivih padavinah je mesto začelo doživljati pomanjkanje vode in hudourniške poplave.
Cesar Peter II. Brazilski je leta 1861 vzpostavil zvezni nadzor nad tem območjem in začela so se prizadevanja za obnovitev nekdanjega gozda na golih pobočjih in zapuščenih poljih. Ponovno zasaditev dreves je izvedlo 6 zasužnjenih oseb. Njihova imena so bila Eleutério, Constantino, Manuel, Mateus, Leopoldo in Maria. Te ljudi je zasužnjila portugalska vlada in jih dala pod nadzor upravitelja gozda Tijuca, majorja Manuela Gomesa Archerja. Od leta 1861 do 1887 so posadili več kot 100.000 dreves. Približno v tem času je bila zgrajena zobata železnica za prevoz potnikov na vrh Corcovada, med letoma 1922 in 1931 pa je bil zgrajen znameniti kip Kristusa Odrešenika.
Leta 1961 je bil gozd Tijuca razglašen za narodni park, leta 2011 pa je bil ustanovljen Carioca Mosaic, vključno s parkom. Leta 2012 je UNESCO pokrajine okoli Ria de Janeira, vključno s parkom, razglasil za svetovno dediščino.

## Geografija
Narodni park Tijuca velja za največji mestni gozd na svetu, ki obsega približno 39,58 kvadratnih kilometrov, čeprav je ta naziv sporen Johannesburgu v Južni Afriki.
Park si deli svoje ime z bairros (soseskami) Tijuca in Barra da Tijuca v bližini. Beseda Tijuca izhaja iz jezika Tupi in pomeni 'močvirje', sklicevanje na laguno Tijuca v sodobni Barra da Tijuca.
Leži v goratem območju, ki obsega masiv Tijuca. Med njegovimi impresivnimi vrhovi so Pedra da Gávea, Corcovado in Pico da Tijuca. Gozd in gore tvorijo naravno mejo, ki ločuje zahodno cono Ria od preostalega mesta ter ločuje severno in južno cono.
V gozdu Tijuca obstaja ena favela, imenovana Mata Machado. Njeni prebivalci so v glavnem potomci tistih, ki so se preselili v regijo v 1930-ih, da bi sodelovali pri prizadevanjih za ponovno zasaditev. Čeprav so se razmere nedavno izboljšale v okviru projekta Favela-Bairro, še vedno prispeva k degradaciji okolja v gozdu.
Ekologija
Gozd je dom na stotine vrst rastlin in prosto živečih živali, mnogim grozi izumrtje, najdemo pa jih le v biomu Atlantskega gozda. Vegetacija je tako gosta, da so znanstveniki ocenili, da so se temperature okolja v okoliških območjih znižale za do 9 °C. V gozdu je tudi okoli 30 slapov.
Zaradi prizadevanj za pogozdovanje v poznem 19. stoletju je približno polovica površine parka mešanica približno 30 avtohtonih drevesnih vrst in desetih vnesenih vrst. Trenutno ga ogrožajo pogosti, naključni požari, ki jih povzročijo ljudje, težavo pa še poveča kolonizacija z bolj vnetljivimi travami, ki izpodrivajo avtohtono vegetacijo.

## Turizem
Zaradi bližine mesta je park zelo obremenjen: leta 2016 je park sprejel 3.305.010 obiskovalcev. Park vsebuje številne zanimivosti, najbolj znana je ogromna skulptura Kristusa Odrešenika. Druge zanimivosti so slap Cascatinha, kapela Mayrink s freskami, ki jih je naslikal Cândido Portinari, gazebo v slogu pagode v Vista Chinesa in velikanska granitna miza, imenovana Mesa do Imperador ('cesarska miza').
Obstajajo številne pohodniške poti. Pogosti cilji so: Slap Diamantina, Papagajev kljun (Bico do Papagaio), Tijucin vrh (Pico da Tijuca), jamski krog (Circuito das Grutas), Lokostrelski hrib (Morro do Archer), Anhanguerin hrib (Morro da Anhanguera), razgledna točka Excelsior (Mirante do Excelsior) in Netopirjevo jamo (Caverna dos Morcegos).